# نیدهام بی. بروتون
نیدهام برایان بروتون (Needham Bryant Broughton) (زادهٔ ۱۴ فوریه ۱۸۴۸- درگذشتهٔ ۲۶ مه ۱۹۱۴)، ناشر، فعال جنبش اعتدالگرایی و سیاستمدار آمریکایی بود که از سال ۱۹۰۱ تا ۱۹۰۳ به عنوان سناتور ایالت کارولینای شمالی خدمت کرد. او سهامدار یک چاپخانهٔ موفق «ادوارد و بروتون» بود و عضویت چندین سازمان تجاری را داشت. او به عنوان دبیر کنوانسیون باپتیست جنوبی (فرقهٔ مسیحی تعمیدیون) تقریباً ۳۰ سال خدمت کرد و عضو فعال جامعهٔ باپتیست کارولینای جنوبی بود. او در سال ۱۸۴۸ در نزدیکی آبرن کارولینای شمالی به‌دنیا آمد. هشت سال بعد خانواده‌اش به رالی (مرکز ایالت کارولینای شمالی) نقل مکان کرد و در آنجا وارد مدرسهٔ دولتی شد. بروتون پس از هشت سال کار در چاپخانه‌ها که سبب شد در واشینگتن DC و نیویورک استخدام شود، به رالی بازگشت و ازدواج کرد. او در سال ۱۸۷۲ به همکاری سی. بی ادواردز، چاپخانهٔ ادواردز و بروتون را تأسیس کرد. این چاپخانه به زودی به یکی از بزرگترین چاپخانه‌های کارولینای شمالی مبدل شد و برای مدتی وظیفه چاپ و صحافی اکثر نشریه‌های این ایالت را به عهده داشت.
بروتون یک باپتیست مذهبی بود که حدود ۳۰ سال به عنوان یک واعظ غیرحرفه‌ای، شماس، سرپرست «مدرسهٔ یکشنبه» و دبیر کنوانسیون باپتیست جنوبی کار کرد. وی با الهام از اعتقادات مذهبیش، در راستای اعتدالگرایی و ممنوعیت الکل در کارولینای شمالی مشتاقانه مبارزه کرد. او یک دوره به نمایندگی از حزب دموکرات در سنای ایالت کارولینای شمالی خدمت کرد تا اجازه ندهد تا کرسی نمایندگی در اختیار کاندیدای مخالف (جنبش ممنوعیت الکل) قرار بگیرد. بروتون همچنین از خدمات آموزش عمومی و افزایش مالیات به منظور تأمین بودجهٔ مدارس رالی حمایت و به عنوان عضو هیئت امنای چندین سازمان در ایالت کارولینای شمالی خدمت کرد. او در سال ۱۹۱۳ بیمار و مجبور به بازنشستگی شد و سال بعد در در بیمارستانی در فیلادلفیا درگذشت. دبیرستان نیدهام بی. بروتون در رالی به‌نام وی نام‌گذاری شد.

## اوایل زندگی و حرفهٔ چاپ
نیدهام برایان بروتون در ۱۴ فوریهٔ سال ۱۸۴۸ در مزرعه‌ای در نزدیکی آبرن کارولینای شمالی در خانوادهٔ جوزف بروتون (پدر) و ماری باگ‌ول (مادر) به دنیا آمد. پدر بزرگش یک مهاجر انگلیسی بود. پدرش جوزف بروتون در سال ۱۸۵۴ درگذشت و مادرش ماری باگ‌ول مجبور شد به تنهایی از وی، سه برادر و سه خواهرش مواظبت کند. بروتون در سال ۱۸۵۴‏ با خانواده‌اش به رالی (مرکز کارولینای شمالی) نقل مکان کرد و مدت پنج سال در مدارس دولتی درس خواند.
بروتون در ۱۳ سالگی توسط سردبیر جان دبلیو. سایم در چاپخانهٔ ثبت رالی استخدام شد. در سال ۱۸۶۴ وقتی فعالیت چاپخانه به تعلیق درآمد، بروتون توسط جان ال. پنینگتون استخدام شد تا کارهای مشابهی را برای نشریهٔ «دیلی اکسپرس» انجام دهد. بروتون در سال ۱۸۶۵ پس از پایان جنگ داخلی در جستجوی کار به شهر ریچموند ویرجینیا رفت. او مدت شش ماه در روزنامهٔ «ریچموند اگزماینر» کار کرد و سپس به واشینگتن دی‌سی رفت تا در دفتر ثبت کنگره کار کند. بروتون در ماه اوت سال ۱۸۶۷ پس از پایان اجلاس کنگره به بالتیمور رفت. او پس از اقامت کوتاهی در بالتیمور و فیلادلفیا در شهر نیویورک ساکن شد. بروتون مدت دوهفته برای یافتن شغل تلاش نمود و مدت دو روز در روزنامهٔ «نیویورک ورد» کار کرد و پس از آن بیش از سه ماه برای روزنامهٔ «نیویورک هرالد» حروفچینی کرد.
بروتون در سال ۱۸۶۹ به رالی بازگشت. در ماه مه آن سال با کارولین آر. لوگی ازدواج کرد. ثمرهٔ ازدواج آنان شش فرزند بود. بروتون و سی بی. ادواردز در سال ۱۸۷۲ دفتر منحل شدهٔ استاندارد رالی را به صورت اعتباری خریدند و در دوم سپتامبر همان سال چاپخانهٔ «ادواردز و بروتون» را تأسیس کردند. این چاپخانه به سرعت به یکی از بزرگ‌ترین چاپخانه‌های کارولینای شمالی مبدل شد و میان سال‌های ۱۸۸۷ و ۱۸۹۴ بیشتر کار چاپ و صحافی نشریه‌های این ایالت را انجام می‌داد. چاپخانه در سپتامبر سال ۱۹۰۷ به گونهٔ رسمی ثبت و در همان ماه به یک ساختمان جدید و ویژه انتقال شد. چاپخانهٔ ادواردز و بروتون تا سال ۱۹۱۳ حدود ۱۰۰ نفر را استخدام کرد و کارهای آن در زمینهٔ عرضهٔ خدمات حکاکی گسترش یافت. ادواردز در سال ۱۹۱۰ بازنشسته شد و پس از آن بروتون مسئولیت ریاست چاپخانه را به عهده گرفت.
بروتون به سلسلهٔ چاپ نشریه‌های متعلق به اتحادیهٔ کارگران و اتحادیهٔ کشاورزان، به جنبش «شوالیه‌های کارگر» و اتحاد پیوست. او در ۲۰ اکتبر سال ۱۹۰۳ به عنوان رئیس اتحادیهٔ ناشران کارولینای شمالی انتخاب شد. بروتون عضویت اتحادیهٔ تاجران کارولینای شمالی را داشت و همچنین عضو اتاق تجارت این ایالت بود. ادواردز و بروتون برای سه سال مسئولیت رهبری «بیبلیک رکوردر» (خبرگزاری مرتبط با فرقهٔ تعمیدیون) را به عهده داشتند. بروتون همچنین یکی از سهامداران انتشارات «نیوز اند آبزرو» بود. بروتون گهگاهی نوشته‌هایی را برای چاپ در نشریهٔ ریکوردر و دو روزنامهٔ شهر رالی می‌سپرد.

## فعالیت‌های مذهبی
بروتون در سال ۱۸۶۸ به عنوان یک تعمیدی غسل تعمید داده شد. او عضو نخستین کلیسای باپتیست شهر رالی بود. در سال ۱۸۷۴، بروتون به همراهی جی اس. آلن چندین تن از اعضای کلیسا را به هدف سازماندهی یک جماعت مذهبی جدید و خرید یک کلیسا در خیابان سواین رهبری کرد؛ کلیسایی که بعداً به نام کلیسای دوم باپتیست نام‌گذاری شد. در عرض دو سال، جماعت به ساختمان بزرگتری نیاز پیدا کرد، از اینرو زمینی در حاشیهٔ خیابان هارگت و پرسون خریداری و کلیسای باپتیست تابرناکل بر آن ساخته شد. بروتون در آنجا شماس شد و به همچنین به عنوان ناظر مدرسهٔ یکشنبه کلیسا انتخاب شد. او در اواخر دهه ۱۸۹۰، معاون هیئت مدیرهٔ مدرسهٔ یکشنبه کنوانسیون باپتیست جنوبی و عضو کمیتهٔ اجرایی انجمن بین‌المللی مدارس یکشنبه شد. او تا سال ۱۹۱۳ مسئولیت هر سه سمت را به عهده داشت. بروتون در چندین کنفرانس بین‌المللی مرتبط با مدارس مذهبی یکشنبه شامل یک کنوانسیون جهانی در رم شرکت کرد. او تقریباً ۳۰ سال به عنوان دبیر کنوانسیون باپتیست جنوبی خدمت نمود و به عنوان یک واعظ غیرحرفه‌ای کار کرد.

## ارجاعات
1. 1 2 3 4 5 6  Amis 1913, p. 181.
2. ↑  Amis 1913, p. 182.
3. 1 2 3 4 5 6  Dowd 1888, p. 281.
4. ↑  Newell, Charles A. (1979). "Broughton, Needham Bryant". NCpedia. North Carolina Government & Heritage Library. Retrieved November 24, 2018.
5. ↑  Dowd 1888, p. 282.
6. ↑  "Mr. Edwards Leaves". The Raleigh Times. April 30, 1910. p. 2. Retrieved September 23, 2019.
7. ↑  Amis 1913, pp. 127, 181.
8. ↑  Beckel 2010, pp. 118, 139.
9. ↑  "Officers of the North Carolina Master Printers' Association". American Printer and Lithographer. Vol. 37. New York: Oswald Publishing Company. 1903. p. 330.
10. ↑  "Big Southern Firm". The American Stationer. Vol. 68. September 3, 1910. p. 32.
11. ↑  "Edwards & Broughton Printing Company, Printers, Publishers and Blank Book Manufacturers". The Evening Times (last ed.). August 5, 1909. p. 2.
12. ↑  Craig 2013, pp. 139–140.
13. ↑  "N. B. Broughton". The Charlotte Observer. November 10, 1878. p. 3. Retrieved September 23, 2019.
14. ↑  Amis 1913, p. 101.
15. ↑  Amis 1913, pp. 182–183.
16. ↑  Annual Report of the Bureau of Labor Statistics of the State of North Carolina 1894, p. 124.